# 마쓰다이라 노리쓰구 (1632년)
마쓰다이라 노리쓰구(일본어: 松平乗次, 1632년 5월 9일 ~ 1687년 10월 6일)는 미카와 오규 번 초대 번주를 지냈다. 오쿠토노 번 오규 마쓰다이라가(奥殿藩大給松平家) 시조. 하타모토 마쓰다이라 사네쓰구의 장남으로 태어났다.